# العلاقات العراقية الكوبية
العلاقات العراقية الكوبية وهي العلاقات الرسمية بين دولتي العراق و كوبا، تاريخ العلاقات جيدة وذلك في زمن صدام حسين و فيدل كاسترو، كوبا دعمت العراق في أثناء فترة الحصار الدولي على العراق ووقفت ضد الولايات المتحدة و الأمم المتحدة في موقفها تجاه العراق وطالبت برفع الحصار الاقتصادي عنه، كما أن رودريغو كامباريس نائب الرئيس الكوبي التقى بصدام حسين وإتفقا بتقوية العلاقات الاقتصادية بين البلدين وذلك في سنة 1996. لدى العراق سفارة في هافانا، ولدى كوبا سفارة في بغداد، وكلا البلدين هم أعضاء في مجموعة 77.